# Joe Moore
Joe Moore, född 12 januari 1901 och död i april 1982, var en amerikansk hastighetsåkare på skridskor. Han deltog vid olympiska spelen i Chamonix 1924. Han kom åtta på 500 m, åtta på 1 500 m och tolva på 10 000 m.

## Fotnoter
1. ↑  Bibliothèque nationale de France, BnF Catalogue général : öppen dataplattform, id-nummer i Frankrikes nationalbiblioteks katalog: 17809643m.[källa från Wikidata]
2. ↑  Sports-Reference.com, Sports Reference-ID (arkiverad): mo/joe-moore-1, läst: 9 oktober 2017.[källa från Wikidata]
3. ↑  SpeedSkatingNews.info, SpeedSkatingNews.info skridskoåkar-ID: joseph-j-moore, läst: 5 maj 2022.[källa från Wikidata]
4. ↑  SpeedSkatingStats, SpeedSkatingStats skridskoåkar-ID: 1901011201, läst: 5 maj 2022.[källa från Wikidata]